# Hà Nội trong mắt ai
Hà Nội trong mắt ai (tiếng Anh: Hanoi Through Whose Eyes hay Hanoi Through Others’ Eyes) là một bộ phim tài liệu Việt Nam, sản xuất bởi Xưởng phim Tài liệu và Khoa học Trung ương do Trần Văn Thủy làm đạo diễn. Tác phẩm thực hiện năm 1982, công chiếu lần đầu vào 1983 nhưng bị cấm chiếu cho tới 1987 mới được tái phát hành rộng rãi. Phim sử dụng những câu chuyện và nhân vật lịch sử gắn liền với Hà Nội để liên hệ suy nghĩ của dân chúng về tình hình xã hội trước thềm Đổi Mới.
Với nội dung "mượn chuyện xưa để nói chuyện nay", Hà Nội trong mắt ai từng trở thành đối tượng bị kiểm duyệt gắt gao từ chính quyền và chỉ được phép ra mắt nhờ sự can thiệp của một số lãnh đạo đương thời gồm Nguyễn Văn Linh, Phạm Văn Đồng. Năm 1988, bộ phim đã giành giải Bông sen vàng hạng mục phim tài liệu Liên hoan phim Việt Nam cùng ba giải đạo diễn, biên kịch và quay phim xuất sắc. Cho đến hàng thập kỷ sau, đây vẫn được xem là một trong những phim tài liệu kinh điển của điện ảnh Việt Nam.

## Bối cảnh
Đầu những năm thập niên 1980, Việt Nam lúc này vẫn đang trong chế độ bao cấp. Tình hình xã hội thời điểm đó rất khó khăn khi vừa mới thoát khỏi chiến tranh và xây dựng lại đất nước; người dân ở Hà Nội phải ăn bo bo. Yêu cầu cải cách trong bối cảnh trên là rất lớn. Năm 1986, Đại hội Đảng Cộng sản Việt Nam lần thứ VI được tổ chức, theo đó đưa ra một chương trình cải tổ toàn diện đất nước mang tên Đổi Mới; Việt Nam thoát khỏi bao cấp. Nhiều tác phẩm nổi bật phản ánh về đời sống dân chúng trước và sau Đổi Mới của nhiều văn, nghệ sĩ đã ra đời vào giai đoạn này và tạo chấn động trong dư luận. Một xu hướng xét lại tính đúng sai các tác phẩm và tác giả từng bị kiểm duyệt trong quá khứ cũng diễn ra trong đại hội cùng giới văn nghệ sĩ.

## Nội dung
Hà Nội trong mắt ai mở đầu bằng hình ảnh nghệ sĩ guitar khiếm thị Văn Vượng và mong muốn của ông được một lần tận mắt chứng kiến vẻ đẹp thủ đô Hà Nội. Tiếp đó phim kể lại những câu chuyện và nhân vật gắn liền với lịch sử thành phố: từ Tô Hiến Thành, Nguyễn Trãi, Lê Thánh Tông, Hồ Xuân Hương, Bà Huyện Thanh Quan, Ngô Thì Nhậm tới Bùi Xuân Phái. Những cảnh đẹp như Hồ Tây, chùa Trấn Quốc, Đền Quán Thánh cùng cảnh sinh hoạt thường ngày của người Hà Nội thời bao cấp cũng được chèn vào làm minh họa cho lời bình xuyên suốt phim. Cuốn phim kết thúc bằng những suy nghĩ về di chúc của Chủ tịch Hồ Chí Minh kèm khúc nhạc do Văn Vượng sáng tác và trình diễn.

## Sản xuất
Sau thành công lớn với tác phẩm Phản bội (1980), cả năm 1981 Trần Văn Thủy đã không có hoạt động mới. Đầu năm 1982, ông nhận được kịch bản cho phim tài liệu quảng bá du lịch Hà Nội do Đào Trọng Khánh viết mang tên Hà Nội năm cửa ô, trong đó mô tả du lịch Hà Nội với những cảnh đẹp và làng nghề truyền thống. Tuy nhiên sau khi khảo sát thực tế, Trần Văn Thủy nhận thấy ông nên làm một bộ phim về những giá trị tinh thần "vĩnh cửu" của dân tộc, thủ đô thay vì cảnh đẹp vốn luôn thay đổi và biến động theo thời gian. Kịch bản Hà Nội trong mắt ai đã dần được hình thành thông qua các câu chuyện xoay quanh lịch sử Hà Nội, từ tích Tô Hiến Thành chọn người tài kế nghiệp cho đến những bài thơ của Hồ Xuân Hương, Bà Huyện Thanh Quan hay câu đối của Ngô Thì Nhậm. Bộ phim cũng có sự xuất hiện của nghệ sĩ guitar Văn Vượng và họa sĩ đương đại Bùi Xuân Phái, người bạn thuộc thế hệ tiền bối của Trần Văn Thủy.
Trần Văn Thủy được cho là đã "mượn chuyện xưa để nói chuyện nay" vào phim, mang nhiều ẩn ý, lớp nghĩa để từ đó "phản ánh suy nghĩ của người dân về tình hình xã hội"; gửi gắm một thông điệp về nhân cách; đặt câu hỏi trước số phận con người cũng như nhu cầu cải tiến đất nước. Không thực hiện theo phong cách chính luận, bộ phim khắc họa một Hà Nội mang "âm hưởng tha thiết, trong sáng và có chút ngậm ngùi từ tình yêu dành cho nó" của Văn Vượng và Bùi Xuân Phái, "với vẻ đẹp về chiều sâu tư tưởng, về cách trị nước yên dân trong quá khứ". Tên phim được Trần Văn Thủy sáng tạo ra khi đọc tiêu đề một bài viết về nhà văn Mỹ Ernest Hemingway đăng trên báo Nhân Dân. Nếu tính theo năm sản xuất, Hà Nội trong mắt ai là tác phẩm tiên phong nhất, ra đời trước hầu hết các tác phẩm văn hóa giai đoạn đầu thời kỳ Đổi Mới như kịch Lưu Quang Vũ, phóng sự Cái đêm hôm ấy... đêm gì?,...
Bộ phim đã được Trần Văn Thủy tập trung toàn lực để hoàn thành thời gian ngắn trong năm 1982. Người được giao trách nhiệm ghi hình là nhà quay phim trẻ Lưu Hà, dưới định dạng phim ORWO color 35mm. Đây là phim đầu tiên mà Lưu Hà bấm máy, cũng là bài tập tốt nghiệp của anh tại trường Đại học Sân khấu và Điện ảnh. Riêng một số cảnh quay trong phim, thí dụ như phân đoạn về Bùi Xuân Phái, được Trần Văn Thủy thực hiện riêng. Người đọc lời bình cho tác phẩm là nghệ sĩ Trần Đức, hoạt động bên mảng truyền hình. Về phần nhạc phim, nghệ sĩ Văn Vượng đã sáng tác một nhạc khúc cùng tên để biểu diễn ở những khung cảnh đầu và cuối bộ phim. Hai nhà sử học là Trần Huy Bá và Nguyễn Vinh Phúc cũng tích cực tham gia vào quá trình biên soạn nội dung nhưng không muốn ghi danh.

## Kiểm duyệt và công chiếu

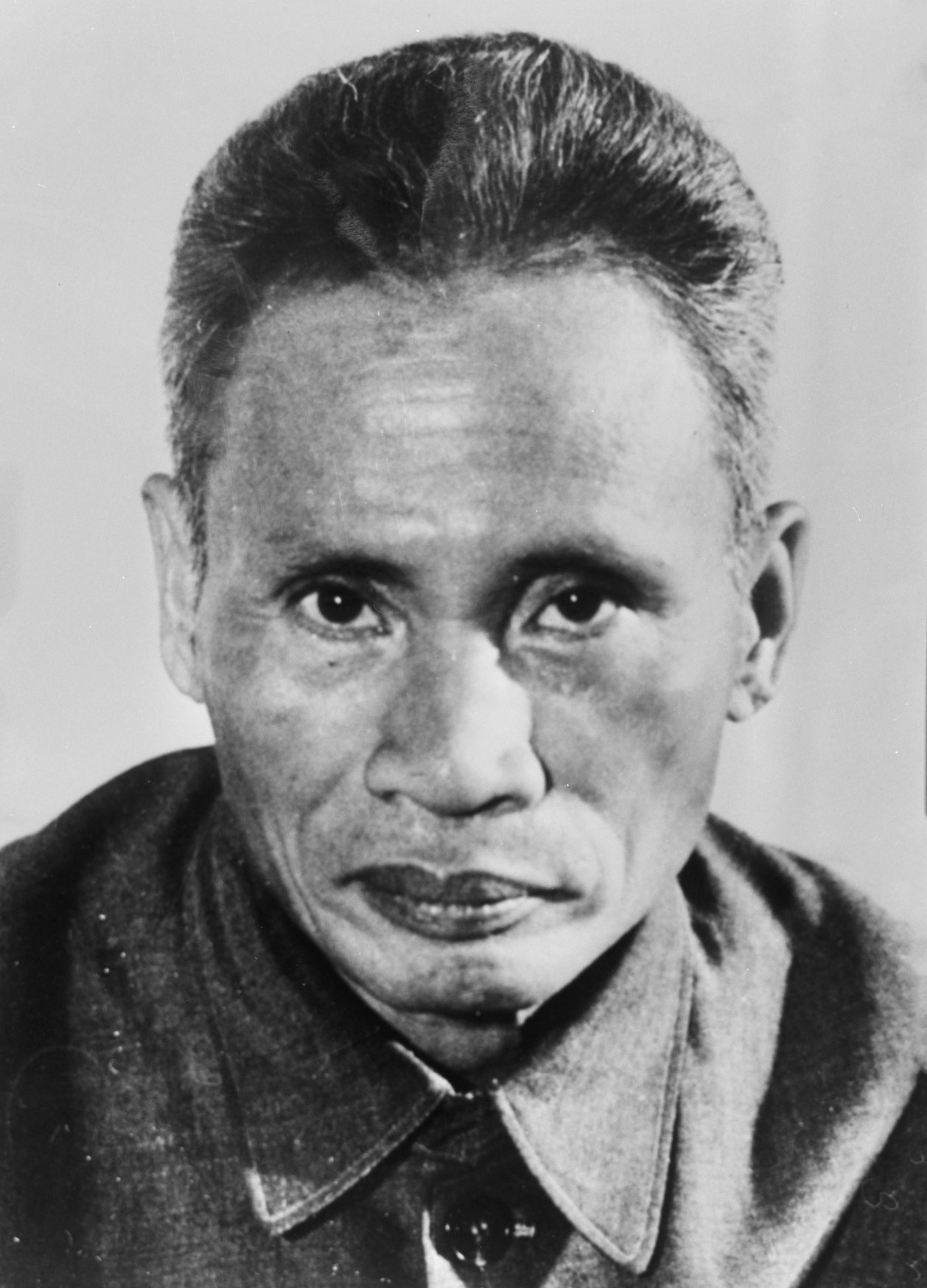
Thủ tướng Phạm Văn Đồng đã xem Hà Nội trong mắt ai vào năm 1983 và là người tác động hết mức có thể để bộ phim được phát hành ra đại chúng.

Ngay từ lần chiếu duyệt ở Xưởng phim Tài liệu và Khoa học Trung ương năm 1982, Hà Nội trong mắt ai đã sớm gây ra vô số tranh cãi vì nhiều người liên tưởng các câu chuyện lịch sử trong phim với "thời nay" và "đụng" tới một số quan chức. Giám đốc xưởng Lý Thái Bảo đã báo Trần Văn Thủy biết rằng tác phẩm sẽ không được phát hành do một vài lãnh đạo trong lĩnh vực tư tưởng văn hóa, chủ yếu được cho là nhà thơ Tố Hữu, nhìn nhận "có vấn đề". Trong một văn bản của Đại hội Hội Điện ảnh Việt Nam lần thứ 2 soạn trước thời điểm diễn ra sự kiện, bộ phim của đạo diễn tiếp tục bị "kết tội" với ba ý, gồm phim "không đi theo đường lối của Đảng", "không cùng Đảng giải quyết những khó khăn của hiện tại" và "bằng vào sự nuối tiếc quá khứ phong kiến ngày xưa mà gieo rắc vào thực tại những hoài nghi bi quan và tiêu cực". Hà Nội trong mắt ai từng được chiếu đi chiếu lại đến bốn lần chỉ trong một buổi sáng tại Quân ủy Trung ương; sau đó Uỷ ban Khoa học xã hội đã phải tổ chức buổi tọa đàm về bộ phim với sự tham gia của nhiều viện khác nhau như Viện Sử học, Viện Triết học, Viện Hán Nôm. Tuy nhiên tất thảy đều không thể chỉ ra sai sót nào trong nội dung. Trần Văn Thủy cũng bị lãnh đạo cao cấp của chính quyền gọi lên bắt sửa phim và yêu cầu phải làm một sản phẩm kỷ niệm đơn thuần khác, nhưng ông đã tìm cách thoái lui.
Sau khi phim bị cấm chiếu mà không có một văn bản chính thức nào, Trần Văn Thủy gặp rất nhiều khó khăn trong cuộc sống, gia đình và công việc; bị phía công an theo dõi và nghi ngờ có ý đồ xấu. Nhiều bạn bè của ông còn tưởng ông sắp bị bắt giam. Trong tình thế có thể bị chính quyền quy kết bất cứ lúc nào, Trần Văn Thủy đã quyết định sửa lại đoạn kết của phim và chèn vào cảnh quảng trường Ba Đình những ngày lễ. Ngay cả Xưởng phim Tài liệu và Khoa học Trung ương cũng gặp rắc rối vì bộ phim. Tác phẩm đã khiến việc trao Huân chương Anh hùng Lao động cho đơn vị vì thành tích trong chiến tranh bị đình lại.
Để phim đến với công chúng, Trần Văn Thủy đã tìm nhiều cách như tự hạ mình xin sửa theo ý kiến chỉ đạo, nhưng Hà Nội trong mắt ai bị cho là gặp vấn đề nghiêm trọng tới mức "không thể sửa được". Kế đó ông nhờ tới nhà quay phim Lưu Hà, vốn là con trai nguyên Phó Giám đốc Xưởng phim Tài liệu Trung ương Lưu Xuân Thư – được ghi danh là đồng biên kịch của phim. Lưu Hà đã xin cho phim được chiếu ở Cung Thiếu nhi Hà Nội vào giữa 1983 với tư cách là sản phẩm tốt nghiệp của mình. Sau buổi chiếu, Trần Văn Thủy lại gợi ý xưởng phim tổ chức một buổi chiếu khác cho những đồng nghiệp ở Cục Điện ảnh, Xưởng phim truyện và các hội văn học – nghệ thuật,... để có được đánh giá khách quan. Cả hai lần ra mắt trên đã nhận về rất nhiều lời khen từ khán giả, tuy nhiên vì Trần Văn Thủy vẫn không thể thay đổi quyết định của cấp trên nên lúc này ông cũng dần hết hi vọng. Giữa tháng 10 năm 1983, cơ hội cuối cùng đến với đạo diễn khi Thủ tướng Phạm Văn Đồng chọn xem Hà Nội trong mắt ai bởi vô tình đọc được những dòng phê phán về bộ phim trong văn bản của Đại hội Hội điện ảnh lần thứ 2. Sau khi xem xong phim vào ngày 18 tháng 10 năm 1983, Phạm Văn Đồng đã lập tức bày tỏ sự ủng hộ với tác phẩm và đạo diễn, bằng nhiều cách như gửi ý kiến tới Văn phòng Ban Bí thư và đứng lên phát biểu tại khai mạc Đại hội 2 Hội Điện ảnh Việt Nam. Ông đã tác động để tác phẩm phủ sóng rộng nhất có thể ngay từ tháng 10 năm 1983. Dù vậy chỉ sau vài tháng xuất hiện, bộ phim lại bị gây khó dễ khi Trần Văn Thủy đích thân gặp các nhân vật cấp cao như Trường Chinh, Lê Đức Thọ và phim được chiếu tại Văn phòng Trung ương Đảng cho các chính khách xem.
Bất chấp những khó khăn gặp phải, đạo diễn Trần Văn Thủy vẫn âm thầm làm phim tài liệu tiếp theo của mình với tựa đề Chuyện tử tế (1985). Cuốn phim cũng cùng chung số phận với Hà Nội trong mắt ai sau khi hoàn thành và phải "giấu đi" để tránh bị phát hiện. Phải đến hai năm sau vào tháng 5 năm 1987, khi đất nước đã bước sang Đổi Mới, Tổng bí thư Nguyễn Văn Linh mới xem được Hà Nội trong mắt ai thông qua lời giới thiệu của Trần Trọng Tân và dành lời khen ngợi cho tác phẩm. Đến ngày 25 tháng 9 năm 1987, Bộ Chính trị đã ra chỉ thị thông qua Văn phòng Trung ương Đảng, yêu cầu Ban Tư tưởng Văn hóa Trung ương và Bộ Văn hóa – Thông tin phải cho công chiếu Hà Nội trong mắt ai rộng rãi trên toàn quốc.
Cũng theo chỉ thị của Nguyễn Văn Linh, ngày 7 tháng 10 năm 1987, Ban Văn hóa Văn nghệ của tướng Trần Độ tiếp tục cho tập hợp những cán bộ quản lý văn hóa văn nghệ, chủ tịch, tổng thư ký các hội văn học nghệ thuật cùng xem phim để cho phiếu chiếu hay không chiếu. Kết quả, tất cả mọi người đều thông qua việc chiếu phim. Vào giờ nghỉ giải lao, đạo diễn Trần Văn Thủy được gọi ra nói chuyện riêng với Nguyễn Văn Linh. Trong lần trò chuyện này, Tổng Bí thư ngoài tỏ ý ủng hộ Hà Nội trong mắt ai còn đề nghị Trần Văn Thủy làm ngay phần tiếp theo của phim. Ông đã tận dụng cơ hội trên để đưa Chuyện tử tế vốn bị giấu kho ra mắt cùng một lúc mà không phải chịu sự kiểm duyệt nào. Hai bộ phim được gộp lại thành một rồi đem đi chiếu tại rạp và các cơ quan, câu lạc bộ khắp cả nước.

## Tiếp nhận
Thời điểm công chiếu năm 1987, Hà Nội trong mắt ai đã được khán giả đón nhận nồng nhiệt. Theo mô tả của nhà báo Trần Ngọc Kha, hàng tuần liền các buổi chiếu rạp bộ phim tại Hà Nội luôn trong tình trạng kín chỗ; người ta phải xếp hàng để mua vé xem tác phẩm tài liệu về Hà Nội này. Đây được coi là sự kiện chưa từng có đối với thể loại phim tài liệu sản xuất bởi nhà nước, vốn trước đó thường chỉ chiếu kèm phim truyện hoặc chiếu miễn phí.
Nhìn chung, bộ phim nhận về phản ứng tích cực từ khán giả thuộc thế hệ khác nhau. Đối với nhóm người lớn tuổi, họ đánh giá Hà Nội trong mắt ai và Chuyện tử tế là những bộ phim xem "được", đạt ý muốn của người dựng phim và yêu cầu giải tỏa tâm tư. Tuy nhiên các phim cũng bị cho là quá "tham các sự kiện thời sự, [...] lồng chúng lại với nhau không khéo léo", đồng thời "lời bình hơi nhiều và có vẻ đao to búa lớn". Trong khi đó, thế hệ trẻ xem phim lại ưa thích Hà Nội trong mắt ai hơn là Chuyện tử tế bởi "ý tứ trầm cảm, sâu sắc, gợi mở, rung động tâm thức con người hơn". Các tác giả Doraiswamy và Padgaonkar (2011) khi so sánh Hà Nội trong mắt ai với Chuyện tử tế thì bày tỏ sự yêu thích với tác phẩm thứ hai do nó "ít gây tranh cãi hơn, [...] mãnh liệt hơn và có giọng điệu triết học hơn".
Ở phía phê bình, cây bút Vũ Ngọc Phương trên tờ Người Hà Nội đã chỉ ra điểm sót trong cái nhìn lịch sử tác giả ở chi tiết Nguyễn Trãi – Lê Lợi với Vụ án Lệ Chi viên. Ông cho rằng do đạo diễn "thiên về nghệ sỹ [...] không có nhãn quan chính trị" nên chưa nhìn nhận đúng về công-tội của Lê Lợi; một phần khác còn là do sử liệu bị tàn phá bởi chiến tranh nên chỉ lưu lại các tích truyện "Đức lớn hay Ác sâu", thiếu khách quan với nhân vật sử. Đề cập đến Chuyện tử tế, ông đồng thời chỉ trích Trần Văn Thủy khi mượn việc tâng bốc tài năng của Nguyễn Trãi mà "chê bóng gió quan chức thời nay" qua cách lồng các hình ảnh đối lập giàu nghèo giữa người dân và chính quyền, cho rằng đây là sự "ấu trĩ cực đoan" vì việc nghèo khổ không nên được xem là vấn đề đạo đức. Song, ông nhận xét cả hai cuốn phim vẫn có những trường đoạn gây cảm động tới người Hà Nội, nhưng các phim sau của Trần Văn Thủy nếu làm cần "cho người xem thấy được niềm tin vào tương lai tươi sáng của Dân tộc", thay vì "rặt cảnh buồn chán mất lòng tin góp vào màn ảnh". Viết cho báo Hànộimới, cây bút Trương Thị Kim Dung cũng ghi nhận hướng tìm tòi của tác giả nhưng bày tỏ hi vọng những phim sau sẽ "chín" hơn và có sức thuyết phục hơn.
Dù chưa phải là một bộ phim hoàn hảo, như chính đạo diễn sau này đã thấy "ngượng" khi xem lại kỹ thuật của phim và từng có ý định không chiếu cho thế hệ trẻ, Hà Nội trong mắt ai khi ấy vẫn trở thành "một phát nổ lớn, gây chấn động với cả giới làm phim trong và ngoài nước" nhờ vào mặt tư tưởng của tác phẩm. Theo tờ Thanh Niên, trước khi phim tài liệu của Trần Văn Thủy ra đời, chưa một nhà làm phim nào dám "vạch ra những "khuyết tật", "bệnh hoạn" cần được điều trị của xã hội đương thời".

## Giải thưởng
Tại Liên hoan phim Việt Nam lần thứ 8 tổ chức ở Đà Nẵng tháng 3 năm 1988, Hà Nội trong mắt ai đã chiến thắng giải Bông sen vàng duy nhất cho hạng mục phim tài liệu cùng ba giải biên kịch, đạo diễn và quay phim xuất sắc.
| Năm  | Giải thưởng                       | Hạng mục           | Đề cử           | Kết quả       | Nguồn                |
| ---- | --------------------------------- | ------------------ | --------------- | ------------- | -------------------- |
| 1988 | Liên hoan phim Việt Nam lần thứ 8 | Phim tài liệu      | —               | Bông sen vàng | [ 22 ] [ 43 ] [ 44 ] |
| 1988 | Liên hoan phim Việt Nam lần thứ 8 | Biên kịch xuất sắc | Đào Trọng Khánh | Đoạt giải     | [ 22 ] [ 43 ] [ 44 ] |
| 1988 | Liên hoan phim Việt Nam lần thứ 8 | Biên kịch xuất sắc | Lưu Xuân Thư    | Đoạt giải     | [ 47 ]               |
| 1988 | Liên hoan phim Việt Nam lần thứ 8 | Đạo diễn xuất sắc  | Trần Văn Thủy   | Đoạt giải     | [ 22 ] [ 43 ] [ 44 ] |
| 1988 | Liên hoan phim Việt Nam lần thứ 8 | Quay phim xuất sắc | Lưu Hà          | Đoạt giải     | [ 22 ] [ 43 ] [ 44 ] |

## Di sản
Nhà văn Nguyễn Trương Quý, 
Cùng với Chuyện tử tế, Hà Nội trong mắt ai đã trở thành hiện tượng của điện ảnh Việt Nam thập niên 1980. Phim không chỉ được đánh giá là có giá trị nghệ thuật cao, mang tính đột phá mà còn góp phần làm thay đổi cách nhìn nhận, đánh giá xã hội của nhiều người; chứng tỏ sự dũng cảm của những nhà làm phim trong việc phản ánh hiện thực xã hội và suy nghĩ người dân dưới thời bao cấp. Tác phẩm đã đem lại danh tiếng cho đạo diễn Trần Văn Thủy cũng như gắn liền với tên tuổi của nghệ sĩ Văn Vượng.
Tính đến năm 2023, bộ phim đã chiếu lại tổng cộng hàng nghìn lần, cho tới nhiều thập kỷ sau vẫn còn mang tính thời sự và thu hút hàng triệu người xem. Phim được đánh giá là một trong những tác phẩm điện ảnh xuất sắc nhất lấy đề tài Hà Nội, mặc dù vẫn là chủ đề gây xôn xao trong xã hội suốt nhiều năm sau công chiếu vì bị coi là "nhạy cảm, đụng chạm".
Vào tháng 10 năm 2022, Trần Văn Thủy đã đoạt giải thưởng Lớn Giải thưởng Bùi Xuân Phái – Vì tình yêu Hà Nội lần thứ 15 nhờ các tác phẩm tài liệu của ông về Hà Nội, tiêu biểu là Hà Nội trong mắt ai và Chuyện tử tế. Cùng năm này, hai cuốn phim lưu trữ tại Viện phim Việt Nam cũng được phát sóng trên kênh Truyền hình Quốc hội đúng dịp 68 năm ngày Tiếp quản Thủ đô, mở đầu cho chương trình chiếu phim tài liệu giữa Truyền hình Quốc hội và Viện phim Việt Nam. Hà Nội trong mắt ai với những tác phẩm khác của Trần Văn Thủy từng nằm trong hồ sơ xét tặng Giải thưởng Hồ Chí Minh về văn học, nghệ thuật cho đạo diễn ở lĩnh vực điện ảnh. Tuy vậy, việc không tác phẩm nào được chấp thuận trong đợt xét duyệt năm 2021 đã tạo nên nhiều ý kiến trái chiều từ dư luận.
Từ tháng 4 năm 2024, nhà phục chế phim Viên Hồng Quang cùng Thanh Uyên đã bắt tay vào một dự án phi lợi nhuận nhằm phục dựng màu tự nhiên cho Hà Nội trong mắt ai. Bản phim dùng để tái tạo lại được lấy từ băng phim kênh Truyền hình Quốc hội Việt Nam năm 2022. Tổng kinh phí của dự án là hơn 80 triệu đồng, có sự hỗ trợ từ phần mềm AI và các thiết bị cứng dùng để phục vụ công tác xử lý chất lượng phim. Một buổi chiếu thử nghiệm đã diễn ra tại Hãng phim Tài liệu và Khoa học Trung ương ngày 9 tháng 8 năm 2024, với sự tham gia của đạo diễn Trần Văn Thủy. Thành phẩm hoàn chỉnh sẽ được công bố vào đúng sự kiện 70 năm ngày Giải phóng thủ đô của chính quyền Việt Nam.
Ngày 6 tháng 10 cùng năm, Đài Truyền hình Việt Nam đã tổ chức một buổi giao lưu khán giả và chiếu phim Hà Nội trong mắt ai tại trường quay S7. Buổi chiếu nằm trong khuôn khổ "Tuần phim tài liệu Hà Nội" của nhà đài, theo đó sẽ lần lượt phát 20 bộ phim lấy đề tài thủ đô, trải dài từ thập niên 1980 lên ứng dụng VTV Go nhân kỷ niệm Giải phóng Hà Nội. Tháng 11 năm 2024, phim được chọn làm tác phẩm trình chiếu trong "Chương trình phim Việt Nam chào mừng Kỷ niệm 70 năm Ngày Giải phóng Thủ đô" tại Liên hoan phim quốc tế Hà Nội lần thứ 7.

## Trong văn hoá đại chúng
Tiêu đề bộ phim từng nhiều lần được báo chí và truyền thông đại chúng sử dụng dưới dạng chơi chữ. Nhà văn Nguyễn Khải đã lấy tên phim làm tựa cho tập truyện ngắn xuất bản năm 1995 của ông, Hà Nội trong mắt tôi. Nhà nghiên cứu Nguyễn Thừa Hỷ đặt tên cuốn sách viết về lịch sử thành phố là Thăng Long – Hà Nội trong mắt một người Hà Nội, phát hành 2023. Tác phẩm đã truyền cảm hứng cho sự ra đời của loạt phim truyền hình Hà Nội trong mắt em, do Đài Phát thanh – Truyền hình Hà Nội sản xuất vào 2024. Triển lãm ảnh năm 2020 của nhiếp ảnh gia Nguyễn Việt Thành và triển lãm mỹ thuật năm 2024 của Ban Vận động Mỹ thuật và Ngoại giao văn hóa Việt Nam cũng lấy Hà Nội trong mắt ai làm tên cho các sự kiện trên.